# Sakolwach Sakolla
Sakolwach Sakolla (thailändisch สกลวัชร์ สกลหล้า, * 22. Februar 1991 in Khon Kaen) ist ein thailändischer Fußballspieler.

## Karriere

### Verein
Sakolwach Sakolla stand 2010 beim Khon Kaen FC in Khon Kaen unter Vertrag. Wo er vorher gespielt hat, ist unbekannt. Mit Khon Kaen spielte er in der zweiten thailändischen Liga, der Thai Premier League Division 1. Am Ende feierte er mit dem Verein die Vizemeisterschaft und den Aufstieg in die erste Liga. Nach dem Aufstieg verließ er Khon Kaen und wechselte nach Suphanburi. Hier schloss er sich dem Zweitligisten Suphanburi FC an. 2012 belegte man den zweiten Tabellenplatz und stieg somit in die erste Liga auf. Der Bangkok FC, ein Zweitligist aus der Hauptstadt Bangkok, nahm ihn die Saison 2013 unter Vertrag. Nach einem Jahr kehrte er zu seinem ehemaligen Verein Khon Kaen FC zurück. Ende 2014 musste er mit Khon Kaen als Tabellensechzehnter den Weg in die zweite Liga antreten. Nach dem Abstieg wechselte er zu seinem ehemaligen Verein Suphanburi FC. Hier stand er bis Mitte 2015 unter Vertrag. Die zweite Jahreshälfte spielte er für den Bangkoker Ligakonkurrenten TOT SC. 2016 ging er wieder zu Suphanburi, wo er bis Dezember 2017 unter Vertrag stand. Der Viertligist Khon Kaen United FC verpflichtete ihn am 1. Januar 2018. Mit dem Klub wurde er am Ende der Saison Vizemeister der North/Eastern Region und stieg anschließend in die dritte Liga auf. Mitte 2019 wechselte er wieder in die zweite Liga. Hier schloss er sich Mitte des Jahres dem Ayutthaya United FC aus Ayutthaya an. Über Khon Kaen Mordindang FC wechselte er zum Drittligisten Nakhon Si United FC. Am Ende der Saison 2021/22 feierte er mit dem Verein aus Nakhon Si Thammarat die Vizemeisterschaft der Region. Als Vizemeister nahm er an der National Championship der dritten Liga teil. Hier belegte man den dritten Platz und stieg in die zweite Liga auf. Nach dem Aufstieg verließ er den Verein und schloss sich dem Drittligisten Kasem Bundit University FC in der Hauptstadt Bangkok an. Mit Kasem Bundit spielte er 13-mal in der Bangkok Metropolitan Region. Nach der Hinserie 2022/23 kehrte er im Januar 2023 zu seinem ehemaligen Verein Nakhon Si United zurück. Hier bestritt er in der Rückrunde zwei Ligaspiele. Zu Beginn der Saison 2023/24 wechselte er im August 2023 nach Chanthaburi zum Zweitligaaufsteiger Chanthaburi FC.

### Nationalmannschaft
Sakolwat Skollah spielte 2013 sechsmal in der thailändischen U23-Nationalmannschaft. Mit Mannschaft nahm er an den Südostasienspielen teil. Hier gewann er mit dem Team die Goldmedaille.

## Erfolge

### Verein
Khon Kaen FC
- Thailändischer Zweitligavizemeister: 2010  ▲

Suphanburi FC
- Thailändischer Zweitligavizemeister: 2012  ▲

Khon Kaen United FC
- Thai League 4 – North/East: 2018 (Vizemeister)  ▲

Nakhon Si United FC
- Thai League 3 – South: 2021/22 (Vizemeister)
- National Championship: 2021/22 (3. Platz)  ▲

### Nationalmannschaft
Thailand U23
- Südostasienspiele: 2013